# Adrienne Pauly (album)
Adrienne Pauly est le titre du premier album d'Adrienne Pauly sorti en 2006.

## Liste des titres
| 1.    | Pourquoi             | 3:38 |
| 2.    | La fille au Prisunic | 3:51 |
| 3.    | L'amour avec un con  | 3:00 |
| 4.    | C'est quand          | 3:57 |
| 5.    | J'veux un mec        | 4:15 |
| 6.    | Dans mes bras        | 3:24 |
| 7.    | Méchant cafard       | 4:32 |
| 8.    | Vas-y viens          | 3:54 |
| 9.    | Nazebroke            | 3:09 |
| 10.   | Chut                 | 3:12 |
| 11.   | L'herbe tendre       | 2:53 |
| 39:47 |                      |      |